# Klaus J. Hansen
Klaus J. Hansen (* 29. November 1931 in Kiel; † 29. März 2018 in Kingston) war ein deutscher Historiker.

## Leben
Er wanderte 1950 mit seiner Familie in die USA aus. Nach seinem Bachelor- und Master-Abschluss an der Brigham Young University promovierte er 1963 an der Wayne State University. Er lehrte am Ohio State University und Utah State University, bevor er als Professor für Geschichte des amerikanischen Denkens und der amerikanischen Kultur von 1967 bis 1996 an der Queen’s University Kingston lehrte.

## Schriften (Auswahl)
- The theory and practice of the political kingdom of God in Mormon history, 1829–1890. 1959, OCLC 365641786.
- The kingdom of God in Mormon thought and practice, 1830–1896. Ann Arbor 1968, OCLC 367454655.
- Quest for empire. The political kingdom of God and the Council of Fifty in Mormon history. East Lansing 1967, OCLC 898032.
- Mormonism and the American experience. Chicago 1981, ISBN 0-226-31552-5.